# Impasse du Glaive
L'impasse du Glaive  est une ancienne voie de Strasbourg qui s'ouvrait entre le no 37 et le no 38 du quai des Bateliers, dans le quartier de la Krutenau. Une plaque et quelques vestiges sont visibles depuis la place des Bateliers.

## Histoire

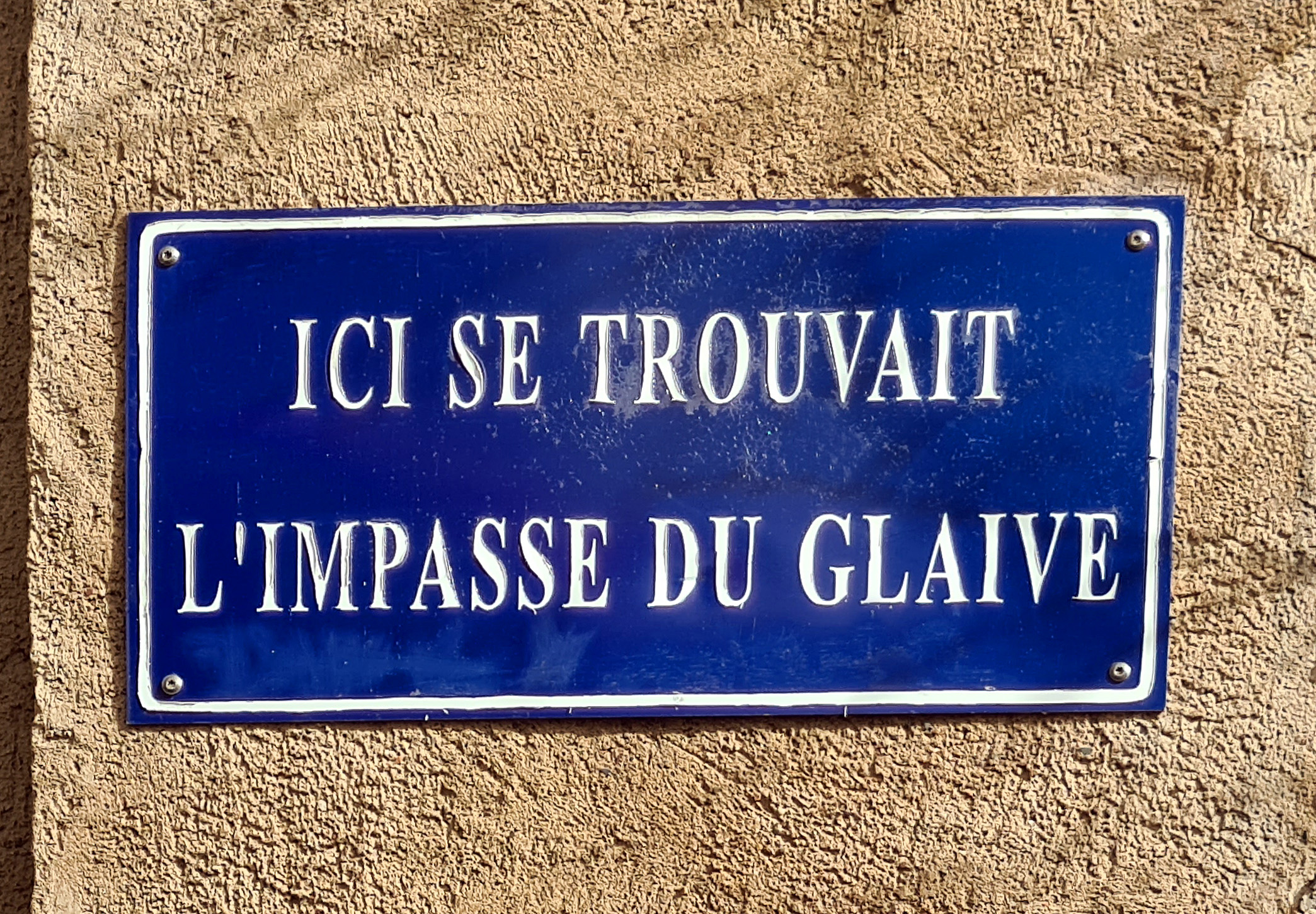
Plaque.

À cet endroit une voie du nom de Hern Huges Gesselin (« ruelle du sieur Huge ») est attestée en 1366. 
Elle porte ensuite (1580) le nom de Dorners- ou Birnbaumgesselin (« ruelle du Poirier).
 La référence au poirier semble persister jusqu'au XVIIIe siècle, mais on voit également apparaître Schwerdgässlein (ou Schwertgässlein), en lien avec la maison Zum Schwerd (« au Glaive ») située à proximité de la ruelle, sur l'emplacement de l'actuel no 39 du quai des Bateliers.
Au moment de la Révolution, la voie devient la « rue des Rossignols».
En 1905, la Ville acquiert plusieurs maisons adjacentes et fait démolir celles jugées insalubres. Une porte ferme l'accès à la ruelle en août 1907.
Dans le cadre de l'importante restructuration du quartier de la Krutenau dans les années 1960, la place des Bateliers est créée en 1964. Lors de la construction d'un ensemble immobilier, des vestiges du mur d'enceinte du XIIIe siècle sont découverts.